# WATN
WATN（1240 AM）是位于纽约州沃特敦市的一个评论性广播电台，主要播放Cumulus媒体网和CNN的节目，由社区广播有限公司开办。范围覆盖沃特敦，发射功率1千瓦。